# Yaros
Los yaros, yaroes, yaroses o jaros fueron un pueblo indígena de América del Sur que antes de su fusión dentro del complejo charrúa entre fines del siglo XVII y principios del siglo XVIII habitaba en ambas márgenes del bajo río Uruguay en Argentina y Uruguay. 
En tiempos de la llegada de los españoles vivían en la costa occidental del río Uruguay en la provincia de Entre Ríos en Argentina. Posteriormente los charrúas los desplazaron entre los ríos Negro y San Salvador (actuales departamentos de Río Negro y Durazno en la República Oriental del Uruguay) y en la zona del bajo Uruguay en Entre Ríos. 
Los bohanes para algunos estudiosos, pertenecerían al núcleo racial de los yaros, para otros serían una parcialidad de los charrúas con quienes se fusionaron. Los bohanes dominaban la costa izquierda del río Uruguay desde el río Negro al río Cuareim, especialmente en la zona del salto Grande. Algunos grupos pasaron a Entre Ríos.
Los yaros eran de baja estatura con piernas y brazos gruesos, lo que los diferenciaba de los charrúas de tipo patagónico (altos). Practicaban la pesca y la caza de venados, pecaríes, ñandúes y cuises, pero fundamentalmente se dedicaban a la recolección de miel, piñones, algarrobas y semillas del pino de Misiones con el que fabricaban una bebida alcohólica. El no practicar la agricultura, los excluye de que fueran del grupo guaraní. Desconocían también la cerámica, el arco y la flecha.
No construían viviendas de materiales duraderos, sino que levantaban paravientos hechos con vegetales trenzados y colocados del lado que sopla el viento sin techo ni paredes.
Se conoce muy poco de la lengua de los yaros. En tiempos de dominio español fueron absorbidos por los charrúas, a quienes apoyaron en su lucha contra los españoles.

## Los chaná salvajes, cainaroes y camaraos
Salvador Canals Frau en su obra Paleoamericanos (Laguidos) en la Mesopotamia argentina en la época colonial publicada en 1940, opinó sobre la base de referencias históricas que los yaros fueron un pueblo perteneciente al grupo láguido de los cáingangs. En su opinión los camaraos (otras transcripciones dicen camaraes y camaraus) que aparecen en la carta de Luis Ramírez a su padre de fecha 10 de julio de 1528 son los yaros. Luis Ramírez había participado de la expedición de Sebastián Caboto al Río de la Plata en 1527 y los ubica entre mocoretaes y mepenes en lo que es hoy el interior de la provincia de Corrientes:

... en el parana de santispritus hasta la dha santana ay las jeneraçiones siguientes mecoretais camaraos mepeus y entrando en dha boca de paraguay asta lo que por ella andubimos ay las que dire yngatus beoyos conameguaes...

Canals Frau opinó que los cainaroes que aparecen en el mapamundi de Sebastián Caboto, fechado en 1544 pero que recoge los datos de su expedición en el río Paraná en 1527, en el interior y este de la provincia de Corrientes son los camaraos de Luis Ramírez.
Observando las similitudes de ubicación entre los camaraos y cainaroes con los zeckennaus saluaischco (traducido como chaná salvajes) que el soldado alemán de la expedición del adelantado Pedro de Mendoza, Ulrico Schmidl, describió que encontraron de viaje al Paraguay en 1536 en su obra Viaje al Río de la Plata (publicada en 1567), Canals Frau dedujo que son los mismos:

De allí navegamos el Paranaw arriba y después de 4 días de viaje llegamos a una nación que se llama Zeckennaus Saluaischco, gente petiza y gruesa, no tienen más de comer que pescado y miel. Esta gente, tanto hombres como mujeres, mozos como viejos, andan en cueros vivos, así como fueron lanzados al mundo, de suerte que no visten ni un trapillo ni cosa alguna que les sirva para tapar las vergüenzas; están de guerra con los Machueradeiss; y su carne es la de ciervos, chanchos del monte, avestruces y conejos, que parecen ratones, pero sin la cola.
 Esta nación está a 18 millas de los Mahueradeis. Esta jornada la hicimos en 4 días. Permanecimos sólo una noche con ellos, porque ni para ellos tenían de comer; es una nación que se parece a los salteadores de caminos de nuestro país. Viven ellos a unas 20 millas del agua, para evitar que los tomen de sorpresa sus enemigos. Pero en esta ocasión habían bajado al agua 5 días antes de llegar nosotros para proveerse de pescado y para pelear con los Macharades; son fuertes de unos 2.000 hombres.

Canals Frau observó que la descripción que hizo Schmidl se corresponde con el tipo cáingang y con las referencias históricas de los yaros.
La Historia general y natural de las Indias, islas y tierra firme del mar océano fue publicada por Gonzalo Fernández de Oviedo en partes entre 1535 y 1557 con una relación sobre los chanaes salvajes:

Adelante en la costa de Norte y par del Rio Grande está otra nasçion que se diçe chanaes salvajes: estos tienen grande abundançia de garrobas que comen, y su habla es muy entonada en el papo, que paresçe que hablan, quando se llaman unos á otros. Tienen varas tiraderas y flechas: no siembran, y son caçadores, de la qual caça y sus garrobas se mantienen.

En las crónicas posteriores no aparecen los chanás salvajes ni los cainaroes ni los camaraos, pero Canals Frau observó que comenzaron a aparecer menciones de los gualachíes, al norte, y los yaroes, al sur, sobre la margen mesopotámica del río Uruguay. En su opinión los gualachíes desplazaron hacia el sur a los cainaroes, a los que empezó a llamarse yaroes. Los gualachíes que habitaron Corrientes y Misiones antes de la llegada de los guaraníes, parecen ser del mismo grupo que los yaros y corresponden a los guayanás o cáingaing que a fines del siglo XVIII Diego de Alvear y Gonzalo de Doblas mencionan a ambas orillas del Paraná al sur del río Iguazú. Otros grupos étnicos del interior de Corrientes mencionados por las fuentes históricas del siglo XVIII como los guayquirarós, los cupizalós y los eguarós serían también de la familia cáingaing.

## Testimonios históricos sobre los yaros
Ruy Díaz de Guzmán en su obra Historia Argentina del descubrimiento, población y conquista de las provincias del Río de la Plata terminada en 1612 describió como yaros (lo llamó chayos) y charrúas mataron al capitán Juan Álvarez Ramón enviado por Caboto a explorar el río Uruguay:

... con este naufragio el capitán Ramón echó su gente en un batel, y como pudo salió con ella a tierra, y vista la gente por los indios de la comarca llamados Chayos y Charrúas, les acometieron yendo caminando por la costa, por no poder ir todos en el batel; y peleando con ellos, mataron al capitán Ramón y algunos soldados, y los que quedaron se vinieron en el batel a donde estaba Gaboto...

Las dificultades que ofrecía la navegación del río Uruguay al sur del río Guaviraví, límite sur de las tierras ocupadas por los guaraníes y norte de las ocupadas por charrúas y yaros, llevó a los misioneros jesuitas a fundar allí una reducción que les facilitara las comunicaciones. Fue entonces fundada la reducción de Nuestra Señora de los Reyes de Yapeyú el 4 de febrero de 1627 por la Compañía de Jesús para catequizar a parcialidades guaraníes, charrúas y yaros. En 1657 se fundó la estancia reducción de San Andrés de Yaros pocas leguas más abajo del Yapeyú, la primera de yaros, a la que se le asignó 500 cabezas de ganado pero que no pudo sostenerse más de un año debido a que sus habitantes prefirieron regresar a la vida nómada. No está claro si fue con yaros capturados o si se radicaron en el arroyo Ibirapita Guazú por su propia voluntad.
El jesuita Diego de Boroa en su Carta Annua correspondiente a 1635-1637, fechada el 13 de agosto de 1637, expresa refiriéndose a la reducción de Yapeyú:

De todas las reducciones de esta Provincia es tal vez la más dificultosa, por estar tan apartada de las demás, y situada entre los yaros y charrúas, tribus completamente bárbaras y salvajes, a las cuales, por vivir exclusivamente de la pesca y caza es lo mismo que imposible reducirlos.

El jesuita francés Nicolás del Techo en su obra Historia de la Provincia del Paraguay publicada en 1673, expresó respecto de los yaros:

El año anterior pidió el gobernador del Río de la Plata al Provincial Pedro Oñate que el P. Pedro Romero, ducho en el trato de los indios, fuese á Buenos Aires desde el Paraná, que dista doscientas leguas de camino, y navegando por el Uruguay, explorase la voluntad de los que moraban cerca de éste, y al mismo tiempo intentase reducir á los yaros y fundar un pueblo en la desembocadura del río. Puede conjeturarse la dificultad de tal empresa considerando que, si bien es verdad que el Uruguay no se halla muy lejos de Buenos Aires, nadie había penetrado hasta allí. Las naciones que poblaban sus orillas hablaban distintas lenguas, tenían diversas costumbres, y, dotados de carácter feroz, se negaban á tratar con los extranjeros. Por su importancia descollaban los charrúas y yaros, tenacísimos en conservar su antigua vida errante, sin freno de autoridad y sin dedicarse á la agricultura; tal era su barbarie, que, al morir, sus parientes se cortaban la falanje de un dedo; así que muchos eran mancos. Antes de que llegaran los españoles se alimentaban de avestruces, liebres y ciervos, que cazaban, y de la pesca. Ahora que se han multiplicado los bueyes y caballos de manera que pueblan los campos en rebaños numerosos, devoran la carne de éstos medio cruda; usan hondas, y con tal habilidad las manejan, que matan un pájaro al vuelo y derriban animales corpulentos.

El jesuita alemán Antonio Sepp cuando viajaba hacia Yapeyú por el río Uruguay en mayo de 1691 anotó en su Diario de viaje una descripción de los yaros que encontró después de pasar el río Negro:

Los hombres tienen casi el tamaño de los europeos, pero son más bajos y tienen brazos y piernas mayores. Los rostros son casi todos iguales, como si fuesen fundidos en un mismo molde; no son alargados, sino redondos; no de rasgos plásticos, como los nuestros, sino comprimidos y chatos; no son negros como los negros africanos, sino pardo-oscuros o ceniciento-claros y horribles de ver. En la mano llevan siempre un arco y un manojo de flechas. De todos los paganos, son ellos los más audaces y robustos, los más peleadores y afectos a la magia. Son los llamados Yaros. Son los que pretendían quitar la vida al santo padre Bohm...

Félix de Azara en su Descripción e historia del Paraguay y del Río de la Plata (publicada en 1847 a 26 años de su muerte) se refiere a los yaros y los sitúa originalmente entre los ríos Negro y San Salvador en el Uruguay, coincidente con la zona en donde los encontró Antonio Sepp:

Cuando descubrieron los españoles el Río de la Plata, vivían los yarós de la pesca y caza en la costa oriental del río Uruguay entre los ríos Negro y San Salvador internándose poco en los campos rasos, y sin acercarse a los que corrían los charrúas. Son tan escasas las noticias de esta nación, que apenas se comprende que tenía idioma diferente de todos; que usaba en la guerra garrotes, dardos y las flechas que se describirán en el número 60, y que era sumamente diminuta, no componiendo apenas cien familias. Sin embargo tuvieron valor para acometer y matar algunos españoles con su capitán Juan Álvarez y Ramón primer descubridor del río Uruguay En el siglo XVI fueron exterminados los yarós por los charrúas; pero estos conservaron, según acostumbraban los indios silvestres a las mujeres y muchachos que están hoy mezclados sin poderse distinguir.

Azara dijo además que los charrúas exterminaron a los yaros poco antes de 1679:

Poco antes del último año citado, exterminaron los charrúas las dos naciones llamadas yaros y bohanes...

El 6 de febrero de 1702 los charrúas y aliados se enfrentaron a 2000 guaraníes misioneros en la batalla del Yi siendo vencidos, sufriendo 300 muertes y 500 prisioneros, en su mayoría mujeres y niños. El comandante español expresó al respecto:

... al castigo de los Indios infieles yaros Moxanes Charruas y sus confederados que recevi dicho exercito que constaba de dos mil indios bien armados de vocas de fuego langas, flechas y piedras y otras armas en el paraje y Rio llamado Ibicuí...

El jesuita Policarpo Dufó en la relación a su superior del 9 de febrero de 1716 luego de la campaña punitiva que en 1715 Francisco García de Piedrabuena realizó desde la reducción de Yapeyú a Entre Ríos expresó:

... y que mas allá, como cuatro leguas habia otros veinticinco toldos, en un parage llamado Calá, donde él tenia el pastoreo de sus vacas, y que todos eran de la parcialidad de los Mohanes y Yaros.